# Flora Zuzzeri
 (mars 2013).
Si vous disposez d'ouvrages ou d'articles de référence ou si vous connaissez des sites web de qualité traitant du thème abordé ici, merci de compléter l'article en donnant les références utiles à sa vérifiabilité et en les liant à la section « Notes et références ».
Flora Zuzzeri (les sources contemporaines donnent également comme prénom Fiora ou Fiore, et comme nom de famille Zuzeri, Zuzzori, Zuzori, Zuzzari, Zuzari, Zuzzara ou Zuzara) née à Raguse (aujourd'hui Dubrovnik) en 1552 et morte à Ancône en 1648, est une poète de la Renaissance tardive ayant vécu à Ancône et à Raguse.
Son nom a été traduit en croate moderne Cvijeta Zuzorić.
Flora joua le rôle, convenu chez les lettrés de son temps, de Muse inspiratrice d'un cénacle de poètes contemporains. 
Elle a été choisie plus tard comme exemple symbolique de la poésie féminine en Dalmatie du temps de la Renaissance et est devenue de nos jours un personnage de roman et une figure emblématique des lettres croates, même s'il n'existe aucune preuve qu'elle ait écrit en cette langue, dont elle dut avoir quelques notions, Raguse étant une ville où se côtoyaient depuis longtemps les deux langues italienne et "slave", mais aussi albanaise et où le dialecte ancien le ragusain était une langue romane.

## Biographie
Depuis le XVe siècle beaucoup de familles ragusaines s'étaient établies à Ancône, car le magistrat de cette ville leur avait donné droit d'établissement et de bourgeoisie leur permettant de participer à la vie politique de la cité. Il y avait ainsi à Ancône toute une « colonie » raguséenne qui y résidait et qui, face à la menace ottomane sur leur République, pouvait y trouver un lieu de refuge.
En 1562 le « citoyen » de Raguse Francesco Zuzzeri usa de ce droit et vint s'établir à Ancône avec toute sa famille pour y donner de l'expansion à sa firme commerciale axée sur le commerce en mer Adriatique et l'exercice du change. Il était alors déjà marié depuis longtemps avec Noble Dame Maria Radagli qui lui avait donné onze enfants, cinq garçons et six filles. Flora était la seconde et avait onze ans lorsque son père vint s'établir à Ancône. La famille Zuzzeri était originaire anciennement du village de Samandria (actuellement Smederevo) et avait acquis la citoyenneté de Raguse en 1430.
Rapidement tous les enfants de Francesco Zuzzeri se marièrent avec des rejetons de la noblesse d'Ancône et seule la plus jeune sœur de Flora, Marguerite, épousa un citoyen de Raguse. Il est très vraisemblable que Flora fit la connaissance de son futur mari le Florentin Bartolomeo Pescioni vers 1569 lors du voyage de celui-ci à Ancône pour ses affaires dans l'attente de son départ pour Raguse en qualité de consul de Florence. Le mariage eut lieu à Florence le 14 mars 1577 et elle suivit ensuite son mari à Raguse, où ils restèrent six années, de 1577 à 1583, pour retourner ensuite définitivement à Ancône.

### Le séjour à Raguse, 1577-1583
Arrivée à Raguse, où sa réputation de grande beauté l'avait précédée, Flora Zuzzeri fut rapidement insérée dans le milieu du patriciat de la ville et se mit à composer des vers qu'elle récitait, comme cela était de mode, lors des réceptions mondaines dans les palais de Raguse où elle fit la connaissance de nombreux érudits comme Nicolas de Nale, les poètes Victor Beselji, Didacus Pyrrhus l'historien et "antiquaire" Mauro Orbini passionné par les origines et l'histoire des "Illyriens".
Elle rencontra aussi Nicolò Vito di Gozze, un des plus savants philosophes et lettrés ragusains qui remarqua son esprit et qui l'encouragea à persévérer dans le chemin des belles-lettres. C'est ainsi que Flora Zuzzeri et l'épouse de Gozze, Maria Gondola, sont devenues les protagonistes dans deux dialogues d'allure platonicienne œuvre du philosophe ragusain :  Dialogo della Bellezza detto Anthos secondo la mente di Platone et le Dialogo d’Amore detto Anthos. Flora Zuzzeri y porte le nom à peine déguisé d'Anthos (Fleur en grec).
Peu de temps après la publication de ces dialogues, en 1583, Flora rejoignit Ancône avec son mari Bartolomeo Pescioni où l'appelaient ses intérêts commerciaux.
Selon certains, qui aiment ajouter une note romantique, la beauté et l'esprit de Fiora lui auraient attiré la jalousie des dames de Raguse et les livres où Gozze parle de Fiora avec de suaves paroles, auraient mis en péril les affaires de son mari...
Fiora, après ce bref séjour à Raguse retourna donc à Ancône ville qu'elle ne quitta plus jusqu'à sa mort.

### Le retour à Ancône, 1583-1648
C'est à Ancône, où elle habitait dans la paroisse de San Pietro que l'activité littéraire de Flora prit son essor. Elle organisa dans sa demeure un groupe de lecture et d'échange littéraire au point de transformer sa maison en une sorte d'académie. Le renom de ce cercle fut important car même le Tasse qui n'avait jamais rencontré Flora, composa des poésies en son honneur, trois sonnets et cinq madrigaux où il l'appelle "Fiordispina" (fleur d'épine).
Son mari Bartolomeo Pescioni mourut le 15 juin 1593 à Ancône après treize années d'un mariage qui resta sans enfants. Flora commença alors une longue vie de veuvage réconfortée par la présence de ses sœurs et de son frère Bernard.
Flora Zuzzeri mourut à Ancône le 1er décembre 1648 et fut enterrée dans l'église de Saint-François, mais par suite des divers bouleversements qu'a connus ce bâtiment transformé en 1864 en hôpital militaire, sa tombe a disparu.